# Invasão da Costa Rica de 1955
Em 7 de janeiro de 1955 é realizada na Costa Rica uma tentativa de invasão, com a finalidade de derrubar o governo democraticamente eleito de José Figueres, pelas forças próximas ao seu inimigo, Dr. Rafael Angel Calderón Guardia. Tal invasão partiu da Nicarágua e teve o apoio dos ditadores Anastasio Somoza, Marcos Pérez Jiménez da Venezuela e Rafael Leonidas Trujillo na República Dominicana.

## Antecedentes
A tensa situação no início da década de 1940 entre o governo de Rafael Angel Calderón Guardia e seus aliados comunistas sob a liderança de Manuel Mora Valverde — que realizaram ousadas reformas sociais — e a oposição, juntamente com uma série de situações como acusações de corrupção, repressão aos opositores, perseguição de minorias étnicas, como italianos e alemães após a declaração de guerra ao Eixo pelo governo de Calderón, e acusações mútuas de fraude eleitoral entre os governistas e a oposição após as eleições presidenciais de 1948, onde Calderón buscava a reeleição, provocariam a eclosão da Guerra Civil na Costa Rica. Deste conflito, Calderón e seus aliados foram derrotados e a maior parte teve que se exilar em outros países. Calderón se exila na Nicarágua, sendo asilado por seu aliado Anastacio Somoza.
Alguns meses após o triunfo figuerista, Calderón e vários de seus adeptos tentam invadir a Costa Rica com o apoio das forças somozistas, porém esta invasão é repelida encerrando definitivamente a guerra.
José Figueres, líder do lado vencedor, assume a presidência de facto do país por 18 meses e, em seguida, entrega o poder de Otilio Ulate em 1949, que supostamente venceu legitimamente as eleições realizadas em 1948. Em 1953, novas eleições são convocadas (embora o calderonismo e o comunismo estivessem banidos) e desta vez Figueres  é eleito pelas urnas, sendo presidente em 1955.

## Incidente
Calderón Guardia, com o apoio de vários governos como o de Somoza, Pérez Jiménez, Trujillo e Carlos Castillo Armas da Guatemala, acreditava que poderia facilmente derrubar o governo constitucional de Figueres através de um ataque militar. Figueres havia abolido o exército em 1949 de modo que Costa Rica não tinha forças armadas. Além disso Calderón acreditava que o povo se uniria em sua luta numa revolta popular contra a "ditadura figuerista." No entanto, isso não aconteceu. Mesmo sem um exército, as forças governistas tinham capacidade militar para repelir uma invasão e, ademais, o segundo governo de Figueres se dada através de um processo eleitoral normal, dessa forma era um presidente constitucional.
Conforme relatado pelo periódico La Nación em 12 de janeiro de 1955 os rebeldes Miguel Ruiz Herrero, Carlos Lara Hine, Carlos Tinoco Castro, Víctor Ml. Cartín e Gerardo Díaz Villalobos tomaram o Edificio de Resguardo em Villa Quesada, próximo do Aeroporto de Liberia. De acordo com Figueres, aviões militares da Venezuela seriam enviados da Nicarágua para dar reforços humanos, armamentos e suprimentos aos rebeldes.
Frank Marshall Jiménez, comandante da brigada Unión Cívica Revolucionaria, fundada por ele em 1951, atacou a área e conseguiu libertar Villa Quesada fazendo com que as forças calderonistas se retirassem e retrocedessem a Nicarágua. San José é atacada por um avião que dispara tiros de metralhadoras, segundo o governo da Costa Rica se tratava de um avião venezuelano.
As batalhas continuam a se concentrar em Guanacaste, especialmente em La Cruz e Puerto Soley, até que as forças governamentais, comandadas por Domingo García, fazem retroceder o exército invasor, curiosamente, até Santa Rosa, onde  foi travada a histórica batalha contra os flibusteiros de William Walker. Aviões comerciais convertidos temporariamente em aviões militares (já que o país não possuía força aérea) atacam as bases inimigas em La Cruz e El Amo, pondo fim a invasão.  Os Estados Unidos doaram quatro aviões de guerra.
Os meios de comunicação e do governo designaram como instigadores da invasão os irmãos Calderón Guardia (Rafael Ángel e Francisco), Luis Paulino Jiménez, Rodolfo Quirós, Rodrigo Perera, Rodrigo Musmani e o filho de Teodoro Picado. Não sendo possível comprovar a participação do próprio Teodoro Picado.
Pouco depois acusou-se o então deputado e líder da oposição Mario Echandi de ser um dos aliados de Calderón e de ter sido escolhido como um dos possíveis ministros do futuro governo golpista. Uma acusação negada por Echandi, porém isso faria com que fosse levantada a sua imunidade parlamentar para uma investigação, apesar dos protestos da oposição.
Os comunistas da Vanguardia Popular, antigos aliados de Calderón, não apoiaram a tentativa de invasão e a condenaram.
Abel Pacheco de la Espriella, futuro presidente do país pelo Partido Unidad Social Cristiana, participou da invasão com 20 anos de idade, fato que veio à tona durante a sua presidência.